# ويليام كروفورد
ويليام كروفورد (بالإنجليزية: William Crawford)‏ هو سياسي كندي، ولد في 28 أغسطس 1847، وتوفي في 1897. انتخب member of the Legislative Assembly of Manitoba ‏ (1883 – 1886).